# يونس بلخضر
يونس بلخضر (بالفرنسية: Youness Bellakhder)‏ مواليد 17 يونيو 1987 في الدار البيضاء، هو لاعب كرة قدم مغربي يلعب مع نادي الوداد الرياضي.

## المسار
وُلد بلخضر في الدار البيضاء، وبدأ يلعب كرة القدم في فريق الوداد البيضاوي المحلي. وتعاقد بعد ذلك مع نادي ماريتيمو الذي يلعب في الدوري البرتغالي الممتاز خلال عام 2009، لكن بلخضر لم يظهر في الفريق الأول.
عاد إلى دوري الدرجة الأولى المغربي مع الرجاء البيضاوي في عام 2009، مما ساعد النادي على المشاركة في كأس شمال أفريقيا للأندية البطلة.

## المسيرة الاحترافية

### أندية لعب لها
- نادي الوداد الرياضي
- نادي شباب المحمدية
- نادي ماريتيمو
- نادي الرجاء الرياضي
- نادي أولمبيك آسفي
- نادي الجيش الملكي
- نادي معيذر
- نادي المغرب التطواني

## روابط خارجية
- يونس بلخضر على موقع قاعدة بيانات كرة القدم.إي يو (الإنجليزية)